# Holomitrium perichaetiale
Holomitrium perichaetiale är en bladmossart som beskrevs av Bridel 1826. Holomitrium perichaetiale ingår i släktet Holomitrium och familjen Dicranaceae. Inga underarter finns listade i Catalogue of Life.